# Szata spoczynkowa

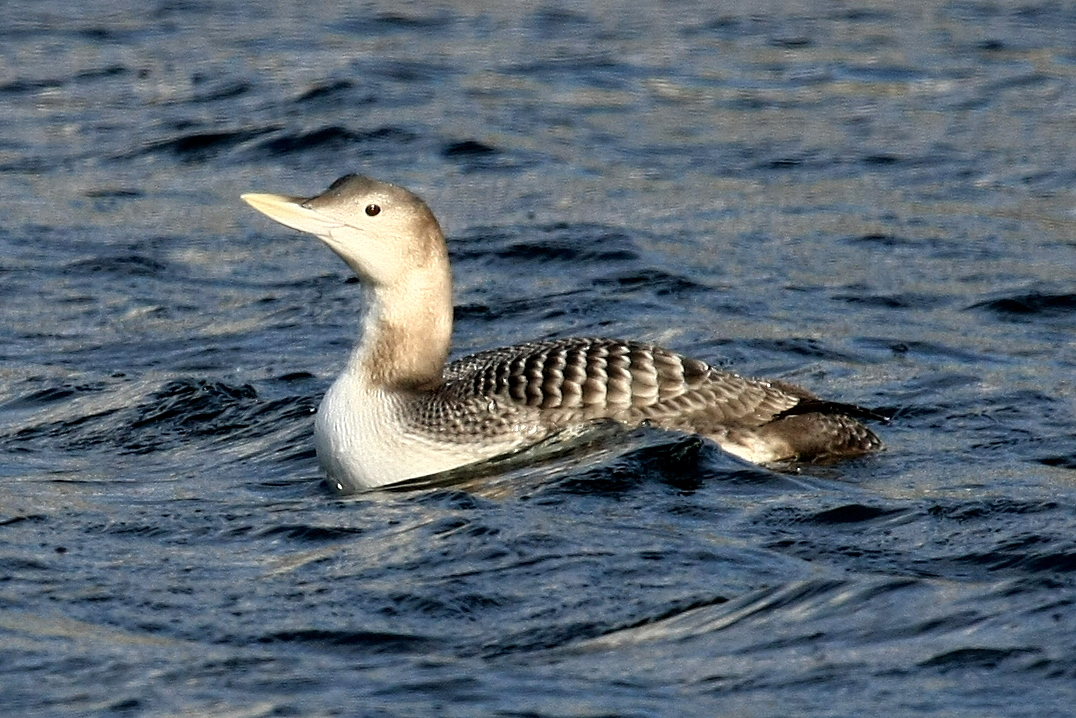
Nur białodzioby w szacie spoczynkowej

Szata spoczynkowa – jedno z kilku rodzajów charakterystycznego upierzenia, przyjmowanego przez dorosłe ptaki poza okresem toków i lęgów. Ze względu na funkcję ochronną ma przeważnie stonowane barwy. W przypadku ptaków występujących w określonych rejonach geograficznych funkcjonuje również nazwa „szata zimowa”. U niektórych gatunków ptaków podział na szatę spoczynkową i szatę godową nie występuje lub jest bardziej skomplikowany, niż prosty podział na szatę spoczynkową i szatę godową. W anglojęzycznym systemie Humphreya-Parkesa występuje podział na „szatę podstawową” (ang. basic plumage) i „szatę alternatywną” (ang. alternate plumage), która w przypadku ptaków strefy umiarkowanej może być kojarzona z „szatą godową”.